# Mick Hill
Mick Hill (Leeds, Reino Unido, 22 de octubre de 1964) fue un atleta británico, especializado en la prueba de lanzamiento de jabalina en la que llegó a ser campeón mundial en 1993.

## Carrera deportiva
En el Mundial de Stuttgart 1993 ganó la medalla de bronce en el lanzamiento de jabalina, con una marca de 82.96 metros, quedando en el podio tras el checo Jan Zelezny y el finlandés Kimmo Kinnunen.
Posteriormente, en el Campeonato Europeo de Atletismo de 1998 ganó la plata en la misma prueba, llegando hasta los 86.92 metros, siendo superado por el británico Steve Backley y por delante del alemán Raymond Hecht (bronce con 86.63 metros).